# Munkholm
Munkholm är en ö i Danmark. Den ligger i Region Själland, i den östra delen av landet. Arean är 0,15 kvadratkilometer.
Terrängen på Munkholm är mycket platt. På Munkholm finns främst skog och lite gräsmarker.